# Nikitas Stamatelópulos

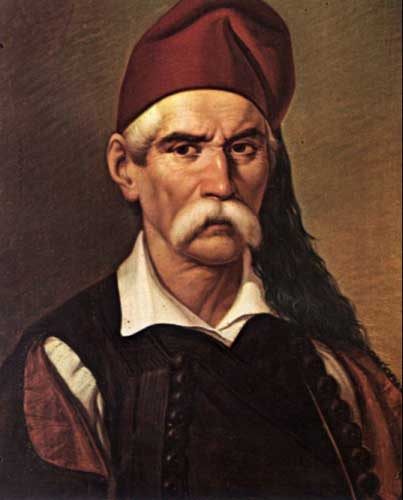
Nikitas Stamatelópulos (Nikitaràs)

Nikitaràs (en grec, Νικηταράς) va ser el nom de guerra de Nikitas Stamatelópulos (en grec: Νικήτας Σταματελόπουλος) (1784-El Pireu, 1849), un revolucionari grec que va lluitar a favor de la seva indepedència a la Guerra d'independència de Grècia. A causa de les seues habilitats en la lluita, va ser conegut com el "Τουρκοφάγος" (Tourkofagos), literalment el "Menjaturcs". Va ser un dels principals caps de l'aixecament armat de 1821 que va concloure en la restauració de l'Estat nacional grec el 1829.

## Primers anys
La data i el lloc de naixement de Nikitas Stamatelópulos són debatibles, però es creu que va néixer o bé al poble de Nedusa a la província peloponesa de Messènia o a Leontari, a Arcàdia, entorn de 1784.
Nebot de Theódoros Kolokotronis, el cabdill militar grec més important de la Revolució, les activitats com a cap de la banda li van valer l'animositat de les autoritats otomanes des de 1797. El 1805-1806, van intentar eliminar als kleftes. L'1 de febrer de 1806 (calendari julià), les tropes otomanes van assetjar al clan Kolokotronis al monestir de la Panaghia de Aimiala en Demetsana. Van capturar i van executar a Georgas, Giorgios i Giannis Kolokotronis, però Nikitaràs va aconseguir fugir amb el seu oncle a Zacint a les illes Jòniques.
Juntament amb el seu oncle, va servir als diferents exèrcits que controlaven l'arxipèlag: rus, francès i, després, britànic. Quan les illes es van convertir en protectorat britànic, es va enrolar en l'exèrcit britànic.

## Guerra d'Independència

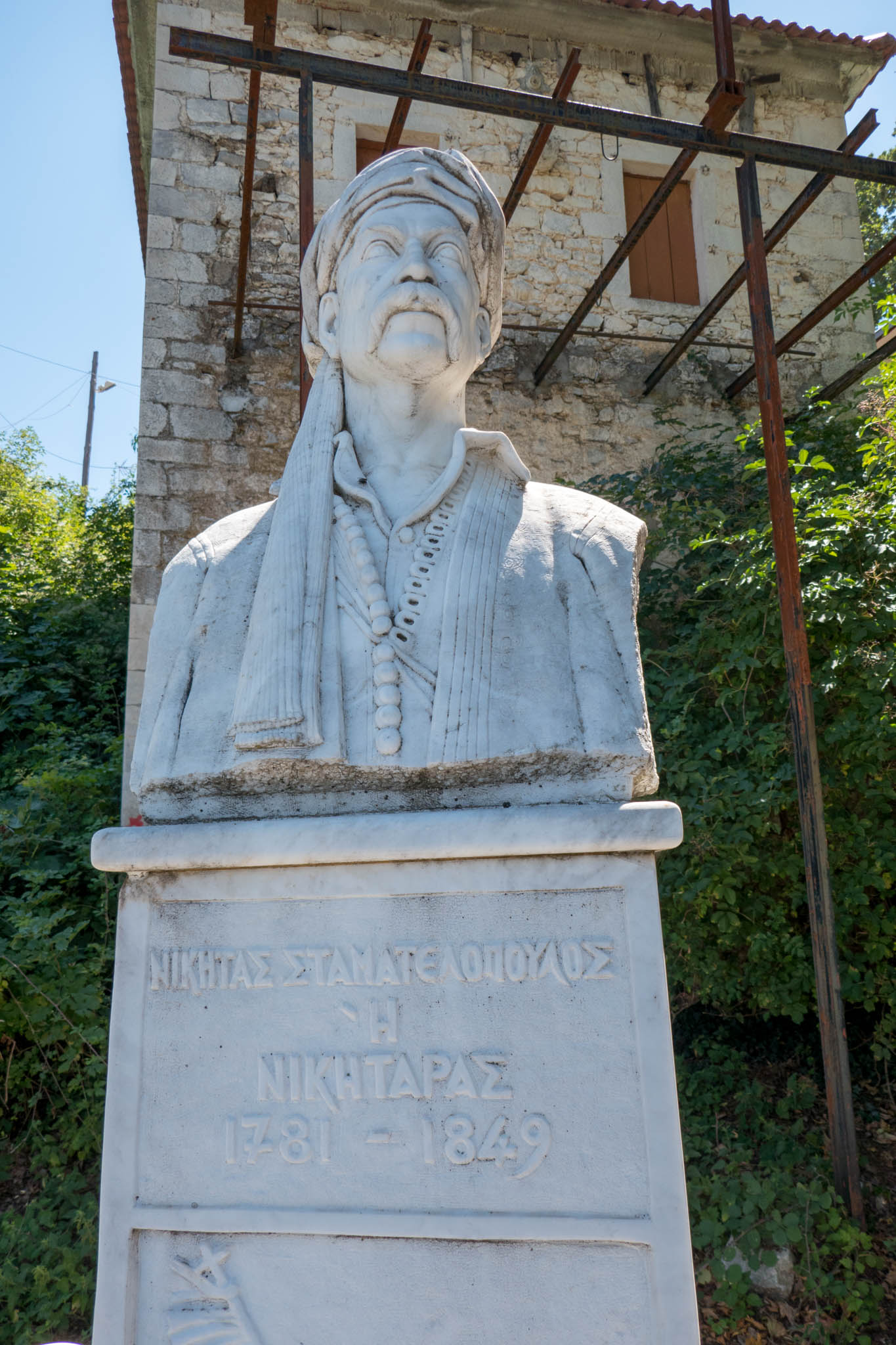
Bust de Nikitaràs al "rierol Tsakonas" a Ano Dolianá, Grècia, on va tenir lloc la batalla de Dolianà.

Quan va començar la Guerra d'independència de Grècia, Nikitas i el seu oncle van tornar a la Grècia continental. Es va mantenir al seu costat com a comandant de l'exèrcit grec en el setge de Trípoli el 1821. Quan el comandant turc i els seus homes van intentar escapar de la ciutat, Nikitaràs i les seves kleftes van evitar la seva fugida i els van matar. Nikitaràs va aconseguir fama i el seu sobrenom "Menjaturcs" a la batalla de Dervenakia, on hauria usat cinc espases, perquè quatre es van trencar per l'ús excessiu. Així mateix, es va destacar a les batalles de Kalamata, Valtetsi i Dolianà, entre d'altres, on va ser promogut al grau de general de l'incipient exèrcit llibertador grec. Va contribuir amb Geórgios Karaiskakis en l'alliberament de la Grècia central i va oposar duríssima resistència a la invasió de les tropes egípcies d'Ibrahim Paixà, causant-li severes baixes.
Durant les disputes civils paral·leles a la guerra d'independència grega, sempre va estar aliat al seu oncle Kolokotronis contra la facció dirigida per Aléxandros Mavrokordatos i en suport del líder Ioannis Kapodístrias, qui el va designar cap de la guàrdia nacional.

## Llegat
A l'Assemblea Constituent d'Argos de 1828 va ser representant de la nació. Ferm opositor a la monarquia bavaresa instaurada a Grècia a les mans de Otó I, va ser empresonat a Égina fins al 1841 quan va ser alliberat al no provar-se cap càrrec contra la seva persona. Els anys de captivitat van minar la seva salut, deixant-ho cec i amb una gravísma malaltia pulmonar que causaria la seva mort el 1847 al Pireu sumit en la més profunda pobresa.
És conegut per les seves paraules durant el tercer setge a Mesolonghi. Quan va arribar a la ciutat amb reforços i subministraments, els soldats locals, que portaven mesos sense cobrar, li van preguntar si havia portat diners. Nikitaràs, furiós, va desembeinar l'espasa - una magnífica fulla que havia pertannyut a un turc que ell mateix havia matat - i va cridar: «Només tinc l'espasa i la donaré gustosament per la meva nació». Nikitaràs va ser homenatjat al poema de Nikos Gatsos, El cavaller i la mort.